# Дерева Валар
Дерева Валар — у легендаріумі Дж. Р. Р. Толкіна два чарівних дерева у Валінорі, що виросли від співу Яванни на кургані Езеллогар (Короллайре) перед брамою міста валарів Валімар. Вони були найсильнішим з усього, що створила Яванна.
Перше дерево мало назву Телперіон (Сильпіон, Нінквелоте), друге називалося Лауреліна (Маліналда, Кулуріен).
«Одне дерево мало темно-зелене листя, зісподу блискуче, мовби аж срібне; незліченні його квіти завжди ронили срібносяйну росу, і земля долі рябіла від тіней трепетного листя. На іншому дереві листя було ясно-зелене, ніби тільки-но розкриті пуп'янки бука, а краї листочків мерехтіли золотом. На його вітті, наче жовте полум'я, гойдалися кетяги квітів, і кожен утворював сяйливий ріжок, із якого на землю лився золотий дощ; від цвітутого дерева линуло тепло та яскраве світло».
За сім годин сяйво кожного дерева розгорялось уповні та знову гасло; одне з них пробуджувалось до життя за годину до того, як переставало світити друге. Тож двічі на день у Валінорі наставала ніжна пора м'якого світла, коли обидва дерева тьмяніли, а їхні золоті промені змішувалися. Телперіон був старшим із дерев, бо першим виріс і зацвів; і першу годину його сіяння, коли зайнявся біло-срібний світанок, валари, що до того не рахували часу, стали вести відлік від цієї Вступної Години. Кожен день в Амані мав по дванадцять годин і завершувався другим змішанням променів дерев, коли світло Телперіона тьмяніло, а світло Лауреліни набирало сили.
Варда збирала росу Телперіона і дощ, який лився з Лауреліни, і наповнювала ними великі діжі, що нагадували озера й цілій валарській землі правили за криниці світла. Так розпочались Дні Блаженства у Валінорі; й так було започатковано Відлік Часу.
Тоді Середзем'я лежало у темряві, а Валінор був оповитий світлом двох дерев. З роси Телперіона Варда зробила нові зірки, що передвіщали наближення Первородних: Карніл, Луїлін, Ненар, Лумбар, Алкарінкве, Еллеміре, Вілварін, Телуменділ, Соронуме, Аннарріма, Менелмакар (Оріон). А у високості на півночі Варда як виклик Мелькору засвітила кінець з семи дуже яскравих зір — Валакірку, Серп Валарів (Велика Ведмедиця).
Оскільки ваньяри і нолдори, що прийшли в Аман, дуже полюбили Телперіон, Яванна створила для них подібне до Телперіона біле дерево Галактіон, що було посаджене в місті Тіріон. Один з його саджанців — Келеборн — було посаджено на острові Тол-Ересеа, і в кінці першого тисячоліття Другої Епохи шостому королю Нуменору Тар-Алдаріону  було подаровано пагінець цього дерева Німлот Прекрасний.
Зі смішаного світла дерев Валар майстер Феанор створив світло для найвеличнішого зі своїх творінь — Сильмарилів.
Мелькор ненавидів світло дерев. Разом зі своєю спільницею гігантською павучихою Унголіант він убив дерева, отруїв росу в діжках і викрав Сильмарили. Ніенна і Яванна не змогли відродити дерева, однак Телперіон дав останню квітку, яка стала Місяцем, а Лауреліна — останній плід, що став Сонцем.